# Schubertsreuth
Schubertsreuth (auch Schuberthsreuth, Schübertsreuth, Schübelsreüth und Schubelsreuth) ist eine Wüstung im Gemeindegebiet der heutigen Stadt Burgkunstadt im Landkreis Lichtenfels (Bayern).

## Lage
Die Einzelsiedlung befand sich 345 m ü. NHN am Fuße der Südwestflanke des Bohlenbergs, eines von Süden her gut hundert Meter hoch aufgeschobenen Hochplateau des Gärtenroth-Veitlahmer Hügellandes. Der Ortskern von Burgkunstadt befindet sich rund 5,3 km westlich. Die nächsten Ortschaften sind Gärtenroth, Eben, Eichberg, Mainroth und Neue Weiher.

## Geschichte
Erstmals erwähnt wurde der Hof Schubertsreuth im Jahr 1695. Er befand sich damals in der Gemarkung der Gemeinde Mainroth. Im Zuge der Gemeindebildungen im Jahr 1818 kam Schubertsreuth zur neu gebildeten politischen Gemeinde Gärtenroth, zusammen mit den Weilern Eben, Flurholz, Lopphof und Wildenroth. Im Jahr 1861 bestand die Ansiedlung aus vier Höfen. 1885 hatte der Ort sechs Einwohner und ein Wohngebäude. Im Jahr 1900 wurde Schubertsreuth im Ortschaften-Verzeichnis des Königreichs Bayern nicht mehr erwähnt. Wüst wurde die Siedlung nach 1937.

### Einwohnerentwicklung
- 1833: ≥ 3[3]
- 1867: 6[1]
- 1885: 6[7]